# Etsi multa luctuosa
Etsi multa luctuosa ist eine Enzyklika von Papst Pius IX., sie wurde am 21. November 1873 mit dem Untertitel: „Die Kirche in Italien, Deutschland und der Schweiz“ veröffentlicht.

## Aktionen gegen die katholische Kirche
Der Papst erklärt in seiner Enzyklika, dass es mehrere Kampagnen, Gegenströme und Aktionen gegen die Katholische Kirche gäbe. Hierzu gehörten:
- der bestehende Kulturkampf im Deutschen Kaiserreich, die Einschränkung der priesterlichen Tätigkeiten und der Priesterausbildung durch die Preußische Regierung
- die Unterdrückung der gregorianischen Universität durch die italienische Verwaltung
- die Ausweisung des Apostolischen Vikars von Genf aus der Schweiz
- die Zustimmung der staatlichen Verwaltung bei der Besetzung von Pfarrstellen und der geforderte Schwur
- antikatholische Gesetze in den Schweizer Kantonen Solothurn, Bern, Basel, Aargau und Zürich
- Unterdrückung katholischer Priester durch die Justiz und Einwirken in die pastoralen und apostolischen Zuständigkeiten der Kleriker
- Insgesamt sieht er in diesen Ländern die Existenz der katholischen Kirche bedroht, denn diese Regierungen würden die Priester in ihrer Aufgabenerfüllung belästigen und schränke deren Entfaltung ein.

## Exkommunikation der Altkatholiken
Exkommunikation und Ablehnung der Bischofsweihe des ersten Bischofs der Altkatholischen Gemeinden Joseph Hubert Reinkens, den er als Pseudo-Bischof tituliert. Reinkens Wahl zum Bischof wird als „unerlaubt, nichtig und ungültig“, seine Weihe als „sakrilegisch“ bezeichnet. Alle die ihn unterstützten, gewählt hätten und ihm Hilfsmittel haben zukommen lassen, wären ebenfalls dem Bann des Heiligen Stuhles ausgesetzt. Der Papst erklärt, proklamiert und befiehlt deren Exkommunikation und verbietet jeglichen Sozialaustausch mit diesen „Elementen“. Darüber hinaus erklärt er, selbst die Begrüßung jener Personengruppen sei unerlaubt.

## Gegen die Freimaurerei
In dieser  Enzyklika richtet Papst Pius IX. erneut Vorwürfe gegen die Freimaurerei, er verdammt deren Bewegung und bezeichnet sie als die, welche den Konflikt geschürt hätten. Er nennt sie die Helfer des Satans und warnt vor jedem Kontakt mit ihnen und den Geheimbünden. Schon seine Vorgänger hätten mit aller Macht gegen diese Gesellschaften gekämpft, jedoch sei es schwierig, gegen diese Pest vorzugehen. Es sei nicht endgültig gelungen, diese Banden zu bekämpfen. Sie wären es, die das Bollwerk gegen die höchste Macht anstrebten. Jetzt würden sie sich gegen die Kirche Gottes wenden und versuchen, die Wahrheit zu verfälschen.